# Saint Andrews Church (Elsene)
De Saint Andrew's Church of Scotland is een Engelstalige kerk in de Brusselse gemeente Elsene en maakt deel uit van de Kerk van Schotland en de Verenigde Protestantse Kerk in België.

## Geschiedenis
De Schotse presbyteriaanse gemeenschap was reeds sinds 1898 aanwezig in Brussel. De kerk werd opgetrokken in 1925 op de hoek van de Vleurgatse Steenweg en de Bucholtzstraat, ter herinnering aan de presbyteriaanse soldaten die waren omgekomen tijdens de Eerste Wereldoorlog.